# La rivoluzione del filo di paglia
La rivoluzione del filo di paglia è un saggio di Masanobu Fukuoka. Nel libro l'autore espone le basi dell'agricoltura naturale.

## Edizioni
- Masanobu Fukuoka, La rivoluzione del filo di paglia, Libreria Editrice Fiorentina, 1980, ISBN 88-89264-02-0.